# Brat 2
Brat 2 (Russisch: Брат 2 (второй), "Broer") is een Russische film uit 2000, geregisseerd door Aleksej Balabanov en met Sergej Bodrov jr. in de hoofdrol.

## Achtergrond
Brat 2 is het vervolg op de succesfilm Brat van dezelfde regisseur waarin Danila terugkeert als soldaat uit Tsjetsjenië. Na zijn avonturen in Sint-Petersburg, reist Danila ditmaal naar Moskou en de Verenigde Staten om het daar opnieuw tegen allerlei geboefte op te nemen. Ook zijn oudere broer Viktor, zelf een gearriveerd gangster, speelt weer mee in dit vervolg. 
De film werd net als deel één een groot succes en bevestigde de status van acteur Sergej Bodrov en regisseur Aleksej Balabanov.

## Rolverdeling
| Acteur               | Personage                         |
| -------------------- | --------------------------------- |
| Sergej Bodrov jr.    | Danila Sergejevitsj Bagrov        |
| Viktor Soechoroekov  | Viktor Sergejevitsj Bagrov        |
| Kirill Pirogov       | Ila Setevoj                       |
| Aleksandr Djatsjenko | Konstantin Gromov / Dmitri Gromov |
| Sergej Makovetski    | Valentin Edgarovitsj Belkin       |
| Irina Saltykova      | haarzelf                          |
| Gary Houston         | Richard Mennis                    |
| Ray Toler            | Ben Johnson                       |